# Agelasta birmanica
Agelasta birmanica là một loài bọ cánh cứng trong họ Cerambycidae.